# Ostrata
Ostrata település Csehországban, a Zlíni járásban. Ostrata Hrobice, Hvozdná, Březová, Kašava és Zlín településekkel határos. Lakosainak száma 429 fő (2024. január 1.).

## Népesség
A település lakosságának változását az alábbi diagram mutatja:
| Lakosok száma | 291  | 331  | 303  | 380  | 330  | 381  | 391  | 409  | 405  | 429  |
|               | 1869 | 1900 | 1921 | 1961 | 1980 | 2011 | 2016 | 2019 | 2021 | 2024 |